# جورج براشاو كيلي
جورج براشاو كيلي هو سياسي أمريكي، ولد في 12 ديسمبر 1900 في Waterloo, New York ‏ في الولايات المتحدة، وتوفي في 26 يونيو 1971 في ليون في فرنسا. نشط حزبياً في الحزب الديمقراطي. وقد انتخب عضو جمعية ولاية نيويورك ‏ وانتخب عضو مجلس ولاية نيويورك ‏ وانتخب عضو مجلس النواب الأمريكي ‏.